# Coco – livet före Chanel
Coco – livet före Chanel (franska: Coco avant Chanel) är en fransk biografisk dramafilm från 2009 i regi av Anne Fontaine. Audrey Tautou spelar huvudrollen som Gabrielle ("Coco") Chanel. Filmen handlar om designerns liv innan hon blev en berömd modeskapare. Den är baserad på Edmonde Charles-Rouxs roman Chanel and Her World. 
Filmen hade premiär i Sverige den 18 september 2009, utgiven av SF Studios.

## Handling
Efter flera år på barnhem tillsammans med sin yngre syster, väntandes på sin far, börjar Gabrielle och Adrienne arbeta som sömmerskor. På kvällarna arbetar de på en bar. Varje natt sjunger de en låt som Coco senare får sitt smeknamn från. En natt träffar hon på Baron Balsan och med hjälp av honom försöker hon söka anställning på ett bättre ställe. Hon flyttar så småningom in hos baronen, temporärt. 
En dag träffar hon Boy och hon blir kär i honom. Arthur "Boy" Chapel är en engelsman och han är den som tror på Cocos hattar. Vid den här tiden var det vanligt med korsetter och enorma hattar, Coco bar själv inte frivilligt korsett och hon syr egna hattar som är små och enkla. En dag när Boy åker bil far han av vägen och dör. Men Coco har affären som Boy hjälpte henne att starta, som påminnelse om hennes kärlek.

## Rollista (i urval)
- Audrey Tautou – Coco Chanel
- Benoît Poelvoorde – Étienne Balsan
- Alessandro Nivola – Arthur Capel
- Marie Gillain – Adrienne Chanel
- Emmanuelle Devos – Émilienne d’Alençon